# گورستان راکوویتسکی

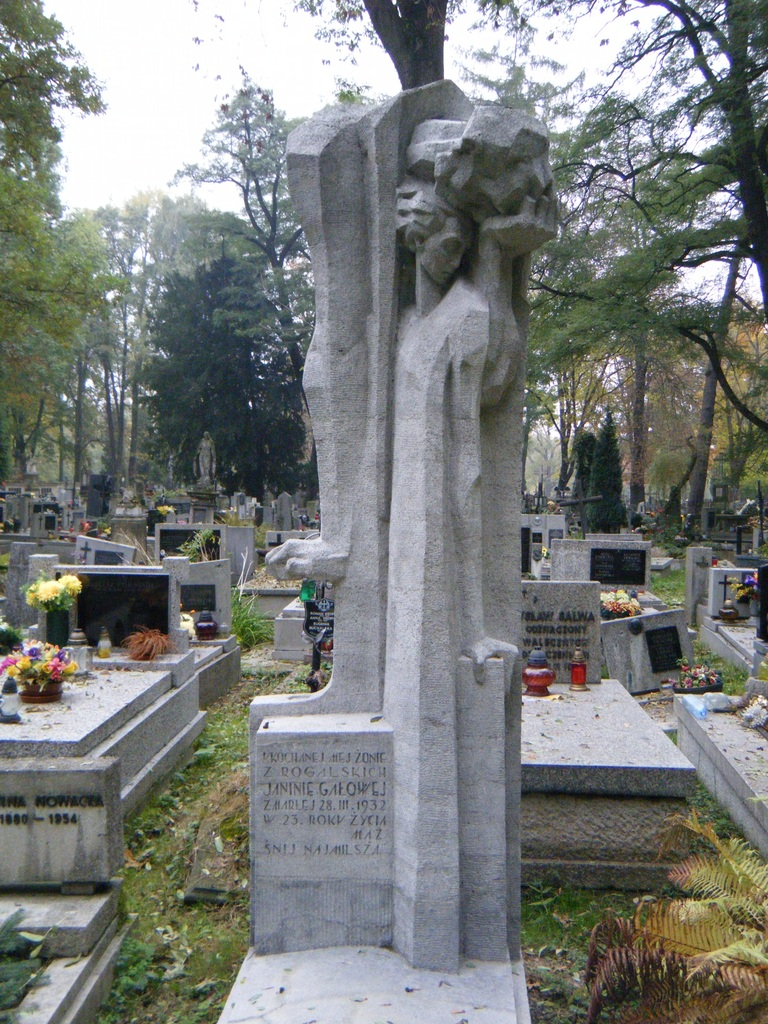
مقبرهٔ «یانینا گائووا» با مجسمه‌ای اثر یوزف گوسوافسکی

گورستان راکوویتسکی (لهستانی: Cmentarz Rakowicki) یک شهر مردگان قدیمی و یک بنای تاریخی میراث فرهنگی است که در واقع در شمارهٔ ۲۶ خیابان راکوویتسکا در مرکز کراکوف واقع شده‌است. این گورستان در منطقه تاریخی کراکوف و در جنوب قرار دارد. ین گورستان که در آغاز قرن نوزدهم - زمانی که این منطقه بخشی از پادشاهی گالیسیا و لودومریا بود - تأسیس شد و از آن پس، چندین بار توسعه یافته و در حال حاضر مساحتی حدود ۴۲ هکتار را در بر می‌گیرد. بسیاری از اهالی مشهور و برجسته کراکوف از جمله والدین پاپ ژان پل دوم در اینجا به خاک سپرده شده‌اند.

## برخی از به‌خاک‌سپرده‌شدگان مشهور
- تئودور آکسنتوویچ
- میخاو بائوتسکی
- آلبرت خمیلوفسکی
- مارک گرچوتا
- تادئوش کانتور
- آپولو کورزینوسکی
- جوزف کنراد
- باربارا کفیاتکوفسکا-لاس
- یان ماتیکو
- هلنا مودسکا
- هنریک ریمان
- ویسواوا شیمبورسکا
- گئورگ تراکل
- یژی وتولانی
- رودولف وایگل
- آدام فیوت